# Ерюе Хе
Лін Цзєфан (кит. 凌解放, пін. Ling Jiefang; 3 листопада 1945 — 15 грудня 2018), відоміший під псевдонімом Ерюе Хе (кит. 二月河, пін. Eryue He) — китайський письменник, автор історичних романів. Найбільше знаний як автор біографічних романів трьох імператорів династії Цін (Кансі, Юнчжен, Цяньлун), за якими було знято телесеріали, які високо оцінили критики та телеглядачі.

## Біографія
Лін народився в повіті Сіян, Шаньсі. Згодом переїхав з батьками до міста Наньян, Хенань. У 1968—1978 роках служив у армії Китаю. На написання біографічних романів імператорів його надихнув роман «Сон у червоному теремі», один із чотирьох класичних романів китайської літератури. Він також був керівним членом Китайської асоціації червонології, об'єднання осіб, що присвячують свій час та зусилля на вивчення цього роману.

## Праці
- Імператор Кансі (1984—1988) — екранізований у телесеріалі «Династія Кансі» (2001)
- Імператор Юнчжен (1990—1992) — екранізований у телесеріалі «Династія Юнчжен» (1997)
- Імператор Цяньлун (1994—1996) — екранізований у телесеріалі «Династія Цяньлун» (2002)